# Jetse Bol
Jetse Bol (Avenhorn, Koggenland, 8 de setembre de 1989) és un ciclista neerlandès, professional des del 2010 fins al 2024. En el seu palmarès destaquen les tres victòries a l'Olympia's Tour.

## Palmarès
- 2009
  - 1r a l'Olympia's Tour
  - 1r a la Parel van de Veluwe
- 2010
  - 1r al Triptyque des Monts et Châteaux i vencedor d'una etapa
  - Vencedor d'una etapa del Tour de Normandia
  - Vencedor d'una etapa del Tour de Bretanya
- 2011
  - 1r a l'Olympia's Tour i vencedor de 2 etapes
  - Vencedor de 2 etapes al Tour de Bretanya
- 2015
  - 1r a l'Olympia's Tour i vencedor d'una etapa

### Resultats al Giro d'Itàlia
- 2014. 156è de la classificació general

### Resultats a la Volta a Espanya
- 2017. 69è de la classificació general
- 2018. 101è de la classificació general
- 2019. 104è de la classificació general
- 2020. 80è de la classificació general
- 2021. 71è de la classificació general
- 2022. 89è de la classificació general
- 2023. 110è de la classificació general